# Wojciech Pszoniak
Wojciech Zygmunt Pszoniak (Lwów, 1942. május 2. – Varsó, 2020. október 19.) lengyel színész.

## Fontosabb filmjei
- Twarz anioła (1971)
- Az ördög (Diabeł) (1971)
- Menyegző (Wesele) (1973)
- Az ígéret földje (Ziemia obiecana) (1975)
- Az elítélt (Skazany) (1976)
- Bádogdob (Die Blechtrommel) (1979)
- Ária egy atlétáért (Aria dla atlety) (1979)
- Limuzyna Daimler-Benz (1982)
- A fogadó (Austeria) (1982)
- Danton (1983)
- Veszélyes lépések (La diagonale du fou) (1984)
- Bittere Ernte (1985)
- Der Sommer des Samurai (1985)
- Gyűlölöm a színészeket (Je hais les acteurs) (1986)
- Jelentős évek (Les années sandwiches) (1988)
- Megölni egy papot (To Kill a Priest) (1988)
- Ketten (Deux) (1989)
- Velencei karnevál) (Rouge Venice) (1989)
- Monsieur (1990)
- Korczak (1990)
- Keleti szél (Vent d'est) (1993)
- Nagyhét (Wielki tydzień) (1995)
- A mi Urunk testvére (Our God's Brother) (1997)
- Második élet (Deuxième vie) (2000)
- Bajland (2000)
- Káosz (Chaos) (2001)
- Hallgatási fogadalom (Le pacte du silence) (2003)
- Viperát markolva (Vipère au poing) (2004)
- Sztrájk (Strajk – Die Heldin von Danzig) (2006)
- Robert Mitchum halott! (Robert Mitchum est mort) (2010)
- Fekete csütörtök (Czarny czwartek) (2011)
- A rabbi macskája (Le chat du rabbin) (2011, hang)
- Vakond (Kret) (2011)
- Vakvilágban (Carte Blanche) (2015)
- Excentrycy, czyli po słonecznej stronie ulicy (2015)

Tv-filmek
- Szélhámosok parádéja (Parada oszustów) (1977–1978)
- Forró könnyeimmel (Mit meinen heißen Tränen) (1986)
- Kegyvesztettek (Fall from Grace) (1994)
- Oficerowie (2006)

Tv-sorozatok
- Teatr Telewizji (1973–2019, 12 epizódban)
- Papírsárkány (Les cerfs-volants) (1984, egy epizódban)
- Maigret felügyelő (Les enquêtes du commissaire Maigret) (1990, egy epizódban)